# A5/2
A5/2 est un algorithme de chiffrement par flot utilisé dans le cadre des communications GSM en dehors de l'Europe. Il est basé sur la combinaison non-linéaire de quatre registres à décalage à rétroaction linéaire (LFSR).

## Cryptanalyse
En 1999, Ian Goldberg et David Wagner l'ont cryptanalysé seulement une semaine après la publication de l'algorithme. Celui-ci avait alors été retrouvé par rétro-ingérierie par Marc Briceno. Il s'est avéré extrêmement plus vulnérable que la version A5/1, employée elle en Europe. Les experts estiment qu'il serait possible de déchiffrer les données en temps réel avec du matériel adapté et peu onéreux.

## Retrait
Depuis le 1er juillet 2006, l'association GSMA a décidé que les téléphones GSM n'auront plus à implémenter le chiffrement A5/2, à cause de ses vulnérabilités et du fait que l'implémentation d'A5/1 est obligatoire pour le 3GPP. En juillet 2007, le 3GPP a interdit l'implémentation de A5/2 dans les nouveaux téléphones.